# 16066 Richardbressler
16066 Richardbressler è un asteroide della fascia principale. Scoperto nel 1999, presenta un'orbita caratterizzata da un semiasse maggiore pari a 3,0327202 au e da un'eccentricità di 0,0900700, inclinata di 10,88864° rispetto all'eclittica.
L'asteroide è dedicato al filantropo statunitense Richard Main Bressler.